# Phyllaliodes agramma
Phyllaliodes agramma är en fjärilsart som beskrevs av George Francis Hampson 1910. Phyllaliodes agramma ingår i släktet Phyllaliodes och familjen tandspinnare. Inga underarter finns listade i Catalogue of Life.